# 2001–2002-es EHF-bajnokok ligája (csoportkör)
Ez a cikk ismerteti a 2001–2002-es EHF-bajnokok ligája csoportkörének az eredményeit.

## A csoport
| #  | Csapat               | M | Gy | D | V | G+  | G–  | Gk  | P |
| -- | -------------------- | - | -- | - | - | --- | --- | --- | - |
| 1. | Portland San Antonio | 6 | 4  | 1 | 1 | 188 | 152 | +36 | 9 |
| 2. | KIF Kolding          | 6 | 4  | 1 | 1 | 159 | 141 | +18 | 9 |
| 3. | Sporting CP          | 6 | 2  | 0 | 4 | 132 | 149 | –17 | 4 |
| 4. | RK Lovćen            | 6 | 1  | 0 | 5 | 110 | 147 | –37 | 2 |

| 2001. november 11. 12:30 | Portland San Antonio | 36–26       | Sporting CP | Pamplona Nézőszám: 2500 Játékvezetők: Kaplanis, Savvides (CYP) |
| 2001. november 11. 12:30 | Pérez 9              | (20–14)     | Andorinho 6 | Pamplona Nézőszám: 2500 Játékvezetők: Kaplanis, Savvides (CYP) |
| 2001. november 11. 12:30 | 1× 2×                | Jegyzőkönyv | 3× 3×       | Pamplona Nézőszám: 2500 Játékvezetők: Kaplanis, Savvides (CYP) |

| 2001. november 11. 16:15 | KIF Kolding         | 20–18       | RK Lovćen  | Kolding-Hallen, Kolding Nézőszám: 1050 Játékvezetők: Rancik, Beno (SVK) |
| 2001. november 11. 16:15 | Šuman, Westerholm 4 | (9–7)       | Kapisoda 7 | Kolding-Hallen, Kolding Nézőszám: 1050 Játékvezetők: Rancik, Beno (SVK) |
| 2001. november 11. 16:15 | 6× 3×               | Jegyzőkönyv | 3× 3×      | Kolding-Hallen, Kolding Nézőszám: 1050 Játékvezetők: Rancik, Beno (SVK) |

| 2001. november 17. 16:00 | Portland San Antonio | 28–28       | KIF Kolding | Pamplona Nézőszám: 3000 Játékvezetők: Bord, Buy (FRA) |
| 2001. november 17. 16:00 | Jovanović 7          | (14–16)     | Šuman 9     | Pamplona Nézőszám: 3000 Játékvezetők: Bord, Buy (FRA) |
| 2001. november 17. 16:00 | 1× 2×                | Jegyzőkönyv | 3× 3×       | Pamplona Nézőszám: 3000 Játékvezetők: Bord, Buy (FRA) |

| 2001. november 17. 18:00 | RK Lovćen             | 26–22       | Sporting CP | Cetinje Nézőszám: 1800 Játékvezetők: Litvinov, Khudoerko (RUS) |
| 2001. november 17. 18:00 | Đukanović, Kapisoda 6 | (13–8)      | Andorinho 7 | Cetinje Nézőszám: 1800 Játékvezetők: Litvinov, Khudoerko (RUS) |
| 2001. november 17. 18:00 | 4× 3×                 | Jegyzőkönyv | 4× 2×       | Cetinje Nézőszám: 1800 Játékvezetők: Litvinov, Khudoerko (RUS) |

| 2001. november 24. 16:00 | Sporting CP | 24–23       | KIF Kolding        | Lisszabon Nézőszám: 800 Játékvezetők: Repensek, Pozeznik (SLO) |
| 2001. november 24. 16:00 | Andorinho 8 | (11–12)     | Flensborg, Šuman 6 | Lisszabon Nézőszám: 800 Játékvezetők: Repensek, Pozeznik (SLO) |
| 2001. november 24. 16:00 | 2× 3×       | Jegyzőkönyv | 2× 2×              | Lisszabon Nézőszám: 800 Játékvezetők: Repensek, Pozeznik (SLO) |

| 2001. november 24. 18:00 | RK Lovćen   | 24–28       | Portland San Antonio | Cetinje Nézőszám: 0 Játékvezetők: Lemme, Ullrich (GER) |
| 2001. november 24. 18:00 | Đukanović 7 | (15–13)     | Jovanović 9          | Cetinje Nézőszám: 0 Játékvezetők: Lemme, Ullrich (GER) |
| 2001. november 24. 18:00 | 7× 2×       | Jegyzőkönyv | 3× 3×                | Cetinje Nézőszám: 0 Játékvezetők: Lemme, Ullrich (GER) |

| 2001. december 1. 17:00 | Sporting CP | 10–0 | RK Lovćen | Lisszabon Nézőszám: 0 Játékvezetők: Rosskamp, Rothkranz (BEL) |
| 2001. december 1. 17:00 | (0–0)       |      |           | Lisszabon Nézőszám: 0 Játékvezetők: Rosskamp, Rothkranz (BEL) |
| 2001. december 1. 17:00 | Jegyzőkönyv |      |           | Lisszabon Nézőszám: 0 Játékvezetők: Rosskamp, Rothkranz (BEL) |

| 2001. december 2. 16:15 | KIF Kolding | 27–26       | Portland San Antonio | Kolding-Hallen, Kolding Nézőszám: 2300 Játékvezetők: Nachevski, Nachevski (MKD) |
| 2001. december 2. 16:15 | Šuman 9     | (13–13)     | Martín 10            | Kolding-Hallen, Kolding Nézőszám: 2300 Játékvezetők: Nachevski, Nachevski (MKD) |
| 2001. december 2. 16:15 | 2× 3×       | Jegyzőkönyv | 3× 3×                | Kolding-Hallen, Kolding Nézőszám: 2300 Játékvezetők: Nachevski, Nachevski (MKD) |

| 2001. december 8. 15:30 | Sporting CP  | 28–31       | Portland San Antonio | Lisszabon Nézőszám: 0 Játékvezetők: Garcia, Moreno (FRA) |
| 2001. december 8. 15:30 | Andorinho 10 | (14–13)     | Garralda, Ortigosa 8 | Lisszabon Nézőszám: 0 Játékvezetők: Garcia, Moreno (FRA) |
| 2001. december 8. 15:30 | 5× 3× 1×     | Jegyzőkönyv | 2× 3×                | Lisszabon Nézőszám: 0 Játékvezetők: Garcia, Moreno (FRA) |

| 2001. december 8. 18:00 | RK Lovćen              | 23–28       | KIF Kolding  | Cetinje Nézőszám: 1600 Játékvezetők: Cirligeanu, Bejenariu (ROU) |
| 2001. december 8. 18:00 | Đukanović, Nikočević 6 | (13–13)     | Westerholm 6 | Cetinje Nézőszám: 1600 Játékvezetők: Cirligeanu, Bejenariu (ROU) |
| 2001. december 8. 18:00 | 4× 3× 1×               | Jegyzőkönyv | 3× 3×        | Cetinje Nézőszám: 1600 Játékvezetők: Cirligeanu, Bejenariu (ROU) |

| 2001. december 15. 16:30 | Portland San Antonio | 39–19       | RK Lovćen      | Pamplona Nézőszám: 2500 Játékvezetők: Migas, Bavas (GRE) |
| 2001. december 15. 16:30 | Pérez 7              | (16–9)      | négy játékos 3 | Pamplona Nézőszám: 2500 Játékvezetők: Migas, Bavas (GRE) |
| 2001. december 15. 16:30 | 2× 4×                | Jegyzőkönyv | 2× 3×          | Pamplona Nézőszám: 2500 Játékvezetők: Migas, Bavas (GRE) |

| 2001. december 16. 16:15 | KIF Kolding | 33–22       | Sporting CP      | Kolding-Hallen, Kolding Nézőszám: 2100 Játékvezetők: Sugurdsson, Haraldsson (ISL) |
| 2001. december 16. 16:15 | Šuman 9     | (13–9)      | Kraljic, Nunes 4 | Kolding-Hallen, Kolding Nézőszám: 2100 Játékvezetők: Sugurdsson, Haraldsson (ISL) |
| 2001. december 16. 16:15 | 4× 3×       | Jegyzőkönyv | 2× 2×            | Kolding-Hallen, Kolding Nézőszám: 2100 Játékvezetők: Sugurdsson, Haraldsson (ISL) |

## B csoport
| #  | Csapat                | M | Gy | D | V | G+  | G–  | Gk  | P  |
| -- | --------------------- | - | -- | - | - | --- | --- | --- | -- |
| 1. | RK Metković Jambo     | 6 | 5  | 0 | 1 | 166 | 138 | +28 | 10 |
| 2. | Redbergslids IK       | 6 | 5  | 0 | 1 | 167 | 151 | +16 | 10 |
| 3. | Sandefjord TIF        | 6 | 2  | 0 | 4 | 161 | 164 | –3  | 4  |
| 4. | Hapoel Rishon Le Zion | 6 | 0  | 0 | 6 | 151 | 192 | –41 | 0  |

| 2001. november 10. 17:15 | Hapoel Rishon Le Zion | 28–36       | RK Metković Jambo | Risón Lecijón Nézőszám: 600 Játékvezetők: Serbu, Dobre (ROU) |
| 2001. november 10. 17:15 | Balsar 10             | (15–18)     | Markovski 8       | Risón Lecijón Nézőszám: 600 Játékvezetők: Serbu, Dobre (ROU) |
| 2001. november 10. 17:15 | 2× 2×                 | Jegyzőkönyv | 3× 3×             | Risón Lecijón Nézőszám: 600 Játékvezetők: Serbu, Dobre (ROU) |

| 2001. november 11. 15:00 | Redbergslids IK | 29–28       | Sandefjord TIF     | Göteborg Nézőszám: 840 Játékvezetők: Kohout, Dolejs (CZE) |
| 2001. november 11. 15:00 | Linden 7        | (17–14)     | Hucko, Pettersen 6 | Göteborg Nézőszám: 840 Játékvezetők: Kohout, Dolejs (CZE) |
| 2001. november 11. 15:00 | 5× 3×           | Jegyzőkönyv | 3× 3×              | Göteborg Nézőszám: 840 Játékvezetők: Kohout, Dolejs (CZE) |

| 2001. november 17. 16:15 | Sandefjord TIF        | 32–21       | Hapoel Rishon Le Zion | Sandefjord Nézőszám: 1000 Játékvezetők: Klúcsó, Lekrinszki (HUN) |
| 2001. november 17. 16:15 | Ellingsen, Jacobsen 6 | (15–15)     | Fayerman 5            | Sandefjord Nézőszám: 1000 Játékvezetők: Klúcsó, Lekrinszki (HUN) |
| 2001. november 17. 16:15 | 5× 3×                 | Jegyzőkönyv | 2× 3×                 | Sandefjord Nézőszám: 1000 Játékvezetők: Klúcsó, Lekrinszki (HUN) |

| 2001. november 17. 18:00 | RK Metković Jambo | 26–21       | Redbergslids IK | Metković Nézőszám: 2500 Játékvezetők: Pineiro, Villanueva (ESP) |
| 2001. november 17. 18:00 | Metličić 7        | (15–7)      | Boquist 9       | Metković Nézőszám: 2500 Játékvezetők: Pineiro, Villanueva (ESP) |
| 2001. november 17. 18:00 | 5× 3×             | Jegyzőkönyv | 4× 3×           | Metković Nézőszám: 2500 Játékvezetők: Pineiro, Villanueva (ESP) |

| 2001. november 24. 17:15 | Hapoel Rishon Le Zion | 24–27       | Redbergslids IK         | Risón Lecijón Nézőszám: 600 Játékvezetők: Imbronjev, Grkovic (YUG) |
| 2001. november 24. 17:15 | Čehajić 5             | (12–11)     | Fjändesjö, Pettersson 7 | Risón Lecijón Nézőszám: 600 Játékvezetők: Imbronjev, Grkovic (YUG) |
| 2001. november 24. 17:15 | 5× 3× 1×              | Jegyzőkönyv | 4× 3× 1×                | Risón Lecijón Nézőszám: 600 Játékvezetők: Imbronjev, Grkovic (YUG) |

| 2001. november 25. 16:15 | Sandefjord TIF | 20–22       | RK Metković Jambo | Sandefjord Nézőszám: 1600 Játékvezetők: Baum, Goralczyk (POL) |
| 2001. november 25. 16:15 | Ellingsen 8    | (9–11)      | Kljaić 8          | Sandefjord Nézőszám: 1600 Játékvezetők: Baum, Goralczyk (POL) |
| 2001. november 25. 16:15 | 2× 3×          | Jegyzőkönyv | 4× 4×             | Sandefjord Nézőszám: 1600 Játékvezetők: Baum, Goralczyk (POL) |

| 2001. december 1. 15:00 | Redbergslids IK | 23–19       | RK Metković Jambo | Göteborg Nézőszám: 1400 Játékvezetők: Leon, Trillo (ESP) |
| 2001. december 1. 15:00 | Boquist 8       | (12–13)     | Dominiković 5     | Göteborg Nézőszám: 1400 Játékvezetők: Leon, Trillo (ESP) |
| 2001. december 1. 15:00 | 4× 3×           | Jegyzőkönyv | 4× 3×             | Göteborg Nézőszám: 1400 Játékvezetők: Leon, Trillo (ESP) |

| 2001. december 1. 17:15 | Hapoel Rishon Le Zion | 25–34       | Sandefjord TIF | Risón Lecijón Nézőszám: 300 Játékvezetők: Migas, Bavas (GRE) |
| 2001. december 1. 17:15 | Maimon 11             | (9–12)      | Cramer 8       | Risón Lecijón Nézőszám: 300 Játékvezetők: Migas, Bavas (GRE) |
| 2001. december 1. 17:15 | 3× 3×                 | Jegyzőkönyv | 5× 3×          | Risón Lecijón Nézőszám: 300 Játékvezetők: Migas, Bavas (GRE) |

| 2001. december 9. 16:15 | Sandefjord TIF | 24–32       | Redbergslids IK | Sandefjord Nézőszám: 900 Játékvezetők: Olesen, Pedersen (DEN) |
| 2001. december 9. 16:15 | Ellingsen 6    | (13–16)     | Boquist 10      | Sandefjord Nézőszám: 900 Játékvezetők: Olesen, Pedersen (DEN) |
| 2001. december 9. 16:15 | 6× 2× 1×       | Jegyzőkönyv | 1× 3×           | Sandefjord Nézőszám: 900 Játékvezetők: Olesen, Pedersen (DEN) |

| 2001. december 9. 17:30 | RK Metković Jambo | 28–23       | Hapoel Rishon Le Zion | Metković Nézőszám: 3000 Játékvezetők: Liachovicius, Paskevicius (LTU) |
| 2001. december 9. 17:30 | Jelčić 7          | (14–12)     | Maimon 6              | Metković Nézőszám: 3000 Játékvezetők: Liachovicius, Paskevicius (LTU) |
| 2001. december 9. 17:30 | 3× 3×             | Jegyzőkönyv | 4× 3×                 | Metković Nézőszám: 3000 Játékvezetők: Liachovicius, Paskevicius (LTU) |

| 2001. december 15. 20:15 | RK Metković Jambo | 35–23       | Sandefjord TIF | Metković Nézőszám: 3000 Játékvezetők: Kékes, Kékes (HUN) |
| 2001. december 15. 20:15 | három játékos 6   | (22–10)     | Pedersen 7     | Metković Nézőszám: 3000 Játékvezetők: Kékes, Kékes (HUN) |
| 2001. december 15. 20:15 | 3×                | Jegyzőkönyv | 1× 2×          | Metković Nézőszám: 3000 Játékvezetők: Kékes, Kékes (HUN) |

| 2001. december 16. 15:00 | Redbergslids IK | 35–30       | Hapoel Rishon Le Zion | Göteborg Nézőszám: 2100 Játékvezetők: Methe, Methe (GER) |
| 2001. december 16. 15:00 | Boquist 9       | (16–15)     | Moritz 7              | Göteborg Nézőszám: 2100 Játékvezetők: Methe, Methe (GER) |
| 2001. december 16. 15:00 | 2× 3×           | Jegyzőkönyv | 3× 3×                 | Göteborg Nézőszám: 2100 Játékvezetők: Methe, Methe (GER) |

## C csoport
| #  | Csapat         | M | Gy | D | V | G+  | G–  | Gk  | P  |
| -- | -------------- | - | -- | - | - | --- | --- | --- | -- |
| 1. | RK Celje       | 6 | 5  | 0 | 1 | 176 | 160 | +16 | 10 |
| 2. | CB Ademar León | 6 | 4  | 0 | 2 | 177 | 159 | +18 | 8  |
| 3. | HBC Karvina    | 6 | 2  | 0 | 4 | 170 | 178 | –8  | 4  |
| 4. | CSZKA Moszkva  | 6 | 1  | 0 | 5 | 155 | 181 | –26 | 2  |

| 2001. november 10. 15:00 | CSZKA Moszkva | 25–27       | RK Celje   | Moszkva Nézőszám: 5000 Játékvezetők: Garcia, Moreno (FRA) |
| 2001. november 10. 15:00 | Egorov 6      | (12–14)     | Koksarov 7 | Moszkva Nézőszám: 5000 Játékvezetők: Garcia, Moreno (FRA) |
| 2001. november 10. 15:00 | 3× 3×         | Jegyzőkönyv | 4× 3×      | Moszkva Nézőszám: 5000 Játékvezetők: Garcia, Moreno (FRA) |

| 2001. november 11. 10:30 | HBC Karvina       | 29–27       | CB Ademar León | Karvina Nézőszám: 2100 Játékvezetők: Nachevski, Nachevski (MKD) |
| 2001. november 11. 10:30 | Heinz, Radčenko 7 | (12–10)     | Belaustegui 7  | Karvina Nézőszám: 2100 Játékvezetők: Nachevski, Nachevski (MKD) |
| 2001. november 11. 10:30 | 4× 3× 1×          | Jegyzőkönyv | 1×             | Karvina Nézőszám: 2100 Játékvezetők: Nachevski, Nachevski (MKD) |

| 2001. november 17. 14:00 | CSZKA Moszkva | 23–28       | CB Ademar León | Moszkva Nézőszám: 3000 Játékvezetők: Abrahamsen, Kristiansen (NOR) |
| 2001. november 17. 14:00 | Egorov 9      | (8–14)      | Belaustegui 7  | Moszkva Nézőszám: 3000 Játékvezetők: Abrahamsen, Kristiansen (NOR) |
| 2001. november 17. 14:00 | 2× 2×         | Jegyzőkönyv | 2×             | Moszkva Nézőszám: 3000 Játékvezetők: Abrahamsen, Kristiansen (NOR) |

| 2001. november 17. 18:00 | RK Celje     | 31–21       | HBC Karvina | Celje Nézőszám: 2000 Játékvezetők: Goulao, Macau (POR) |
| 2001. november 17. 18:00 | Pungartnik 8 | (14–10)     | Laclavik 6  | Celje Nézőszám: 2000 Játékvezetők: Goulao, Macau (POR) |
| 2001. november 17. 18:00 | 6× 2×        | Jegyzőkönyv | 2× 2×       | Celje Nézőszám: 2000 Játékvezetők: Goulao, Macau (POR) |

| 2001. november 24. 16:15 | RK Celje              | 28–26       | CB Ademar León | Celje Nézőszám: 2700 Játékvezetők: Reisinger, Kaschütz (AUT) |
| 2001. november 24. 16:15 | Pajovič, Stefanovič 6 | (13–13)     | Belaustegui 5  | Celje Nézőszám: 2700 Játékvezetők: Reisinger, Kaschütz (AUT) |
| 2001. november 24. 16:15 | 2× 3×                 | Jegyzőkönyv | 1× 2×          | Celje Nézőszám: 2700 Játékvezetők: Reisinger, Kaschütz (AUT) |

| 2001. november 25. 10:30 | HBC Karvina | 33–25       | CSZKA Moszkva | Karvina Nézőszám: 2500 Játékvezetők: Josic, Rudic (CRO) |
| 2001. november 25. 10:30 | Heinz 9     | (16–11)     | Gramsz 10     | Karvina Nézőszám: 2500 Játékvezetők: Josic, Rudic (CRO) |
| 2001. november 25. 10:30 | 2× 3× 1×    | Jegyzőkönyv | 4× 3×         | Karvina Nézőszám: 2500 Játékvezetők: Josic, Rudic (CRO) |

| 2001. december 2. 15:45 | HBC Karvina       | 31–32       | RK Celje   | Karvina Nézőszám: 2500 Játékvezetők: Fegir, Stegura (UKR) |
| 2001. december 2. 15:45 | Heinz, Laclavik 7 | (18–14)     | Vugrinec 8 | Karvina Nézőszám: 2500 Játékvezetők: Fegir, Stegura (UKR) |
| 2001. december 2. 15:45 | 5× 3× 2×          | Jegyzőkönyv | 4× 2× 1×   | Karvina Nézőszám: 2500 Játékvezetők: Fegir, Stegura (UKR) |

| 2001. december 2. 17:30 | CB Ademar León | 34–24       | CSZKA Moszkva | León Nézőszám: 4500 Játékvezetők: Oie, Hogsnes (NOR) |
| 2001. december 2. 17:30 | Belaustegui 8  | (17–12)     | Egorov 7      | León Nézőszám: 4500 Játékvezetők: Oie, Hogsnes (NOR) |
| 2001. december 2. 17:30 | 1× 1×          | Jegyzőkönyv | 4× 3×         | León Nézőszám: 4500 Játékvezetők: Oie, Hogsnes (NOR) |

| 2001. december 8. 17:00 | RK Celje  | 28–26       | CSZKA Moszkva | Celje Nézőszám: 1700 Játékvezetők: Hansson, Olsson (SWE) |
| 2001. december 8. 17:00 | Pajovič 8 | (16–12)     | Ivanov 9      | Celje Nézőszám: 1700 Játékvezetők: Hansson, Olsson (SWE) |
| 2001. december 8. 17:00 | 3× 3×     | Jegyzőkönyv | 4× 3×         | Celje Nézőszám: 1700 Játékvezetők: Hansson, Olsson (SWE) |

| 2001. december 9. 16:30 | CB Ademar León   | 31–25       | HBC Karvina | León Nézőszám: 5000 Játékvezetők: Goulao, Macau (POR) |
| 2001. december 9. 16:30 | Bartók, García 6 | (18–14)     | Radčenko 7  | León Nézőszám: 5000 Játékvezetők: Goulao, Macau (POR) |
| 2001. december 9. 16:30 | 2× 1×            | Jegyzőkönyv | 3× 2×       | León Nézőszám: 5000 Játékvezetők: Goulao, Macau (POR) |

| 2001. január 15. 15:00 | CSZKA Moszkva   | 32–31       | HBC Karvina       | Moszkva Nézőszám: 1000 Játékvezetők: van der Helm, Wiebrands (NED) |
| 2001. január 15. 15:00 | Csernyavszkij 6 | (14–18)     | Heinz, Radčenko 7 | Moszkva Nézőszám: 1000 Játékvezetők: van der Helm, Wiebrands (NED) |
| 2001. január 15. 15:00 | 3× 3×           | Jegyzőkönyv | 2× 3×             | Moszkva Nézőszám: 1000 Játékvezetők: van der Helm, Wiebrands (NED) |

| 2001. január 16. 13:30 | CB Ademar León | 31–30       | RK Celje  | León Nézőszám: 4000 Játékvezetők: Boye, Jensen (DEN) |
| 2001. január 16. 13:30 | Entrerríos 7   | (15–17)     | Pajovič 7 | León Nézőszám: 4000 Játékvezetők: Boye, Jensen (DEN) |
| 2001. január 16. 13:30 | 2× 2×          | Jegyzőkönyv | 3× 3×     | León Nézőszám: 4000 Játékvezetők: Boye, Jensen (DEN) |

## D csoport
| #  | Csapat            | M | Gy | D | V | G+  | G–  | Gk  | P  |
| -- | ----------------- | - | -- | - | - | --- | --- | --- | -- |
| 1. | Fotex Veszprém KC | 6 | 5  | 0 | 1 | 157 | 130 | +27 | 10 |
| 2. | SC Magdeburg      | 6 | 3  | 2 | 1 | 162 | 141 | +21 | 8  |
| 3. | Vardar Szkopje    | 6 | 1  | 1 | 4 | 152 | 175 | –23 | 3  |
| 4. | S. O. Chambéry    | 6 | 1  | 1 | 4 | 149 | 174 | –25 | 3  |

| 2001. november 10. 18:00 | Vardar Szkopje | 24–27       | Fotex Veszprém KC | Szkopje Nézőszám: 1500 Játékvezetők: Leon, Trillo (ESP) |
| 2001. november 10. 18:00 | Manaszkov 10   | (11–10)     | Džomba 8          | Szkopje Nézőszám: 1500 Játékvezetők: Leon, Trillo (ESP) |
| 2001. november 10. 18:00 | 7× 3×          | Jegyzőkönyv | 5× 2× 1×          | Szkopje Nézőszám: 1500 Játékvezetők: Leon, Trillo (ESP) |

| 2001. november 11. 19:00 | S. O. Chambéry | 26–26       | SC Magdeburg | Chambéry Nézőszám: 3500 Játékvezetők: Hansson, Olsson (SWE) |
| 2001. november 11. 19:00 | Busselier 9    | (15–13)     | Peruničić 9  | Chambéry Nézőszám: 3500 Játékvezetők: Hansson, Olsson (SWE) |
| 2001. november 11. 19:00 | 3× 2×          | Jegyzőkönyv | 3× 2×        | Chambéry Nézőszám: 3500 Játékvezetők: Hansson, Olsson (SWE) |

| 2001. november 17. 15:00 | SC Magdeburg | 33–19       | Vardar Szkopje | Magdeburg Nézőszám: 3800 Játékvezetők: Laursen, Nielsen (DEN) |
| 2001. november 17. 15:00 | Peruničić 8  | (17–6)      | Manaszkov 5    | Magdeburg Nézőszám: 3800 Játékvezetők: Laursen, Nielsen (DEN) |
| 2001. november 17. 15:00 | 2× 3×        | Jegyzőkönyv | 5× 3×          | Magdeburg Nézőszám: 3800 Játékvezetők: Laursen, Nielsen (DEN) |

| 2001. november 18. 16:00 | Fotex Veszprém KC | 29–13       | S. O. Chambéry | Március 15. utcai sportcsarnok, Veszprém Nézőszám: 2200 Játékvezetők: Forbord, Jorstad (NOR) |
| 2001. november 18. 16:00 | Džomba 7          | (13–5)      | öt játékos 2   | Március 15. utcai sportcsarnok, Veszprém Nézőszám: 2200 Játékvezetők: Forbord, Jorstad (NOR) |
| 2001. november 18. 16:00 | 4× 3× 1×          | Jegyzőkönyv | 3× 2× 1×       | Március 15. utcai sportcsarnok, Veszprém Nézőszám: 2200 Játékvezetők: Forbord, Jorstad (NOR) |

| 2001. november 25. 16:00 | Fotex Veszprém KC | 24–20       | SC Magdeburg | Március 15. utcai sportcsarnok, Veszprém Nézőszám: 2200 Játékvezetők: Vakula, Liudovyk (UKR) |
| 2001. november 25. 16:00 | Pásztor 6         | (12–11)     | Stefánsson 6 | Március 15. utcai sportcsarnok, Veszprém Nézőszám: 2200 Játékvezetők: Vakula, Liudovyk (UKR) |
| 2001. november 25. 16:00 | 5× 2×             | Jegyzőkönyv | 3× 3×        | Március 15. utcai sportcsarnok, Veszprém Nézőszám: 2200 Játékvezetők: Vakula, Liudovyk (UKR) |

| 2001. november 25. 17:00 | S. O. Chambéry | 31–28       | Vardar Szkopje | Chambéry Nézőszám: 3100 Játékvezetők: Podlucky, Rudinsky (SVK) |
| 2001. november 25. 17:00 | B. Gille 9     | (18–12)     | Manaszkov 11   | Chambéry Nézőszám: 3100 Játékvezetők: Podlucky, Rudinsky (SVK) |
| 2001. november 25. 17:00 | 4× 3×          | Jegyzőkönyv | 3× 1×          | Chambéry Nézőszám: 3100 Játékvezetők: Podlucky, Rudinsky (SVK) |

| 2001. december 1. 18:00 | Vardar Szkopje | 27–27       | SC Magdeburg | Szkopje Nézőszám: 1500 Játékvezetők: Rancik, Beno (SVK) |
| 2001. december 1. 18:00 | Manaszkov 10   | (11–16)     | Peruničić 8  | Szkopje Nézőszám: 1500 Játékvezetők: Rancik, Beno (SVK) |
| 2001. december 1. 18:00 | 3× 2×          | Jegyzőkönyv | 9× 3× 2×     | Szkopje Nézőszám: 1500 Játékvezetők: Rancik, Beno (SVK) |

| 2001. december 2. 17:00 | S. O. Chambéry | 26–28       | Fotex Veszprém KC | Chambéry Nézőszám: 2500 Játékvezetők: Boye, Jensen (DEN) |
| 2001. december 2. 17:00 | Busselier 7    | (14–14)     | Pérez 9           | Chambéry Nézőszám: 2500 Játékvezetők: Boye, Jensen (DEN) |
| 2001. december 2. 17:00 | 4× 3×          | Jegyzőkönyv | 3× 2×             | Chambéry Nézőszám: 2500 Játékvezetők: Boye, Jensen (DEN) |

| 2001. december 8. 16:00 | Fotex Veszprém KC | 27–22       | Vardar Szkopje | Március 15. utcai sportcsarnok, Veszprém Nézőszám: 2200 Játékvezetők: Falcone, Rätz (SUI) |
| 2001. december 8. 16:00 | Džomba 6          | (14–10)     | Manaszkov 6    | Március 15. utcai sportcsarnok, Veszprém Nézőszám: 2200 Játékvezetők: Falcone, Rätz (SUI) |
| 2001. december 8. 16:00 | 6× 3× 1×          | Jegyzőkönyv | 7× 3× 1×       | Március 15. utcai sportcsarnok, Veszprém Nézőszám: 2200 Játékvezetők: Falcone, Rätz (SUI) |

| 2001. december 9. 15:30 | SC Magdeburg | 31–23       | S. O. Chambéry | Magdeburg Nézőszám: 5200 Játékvezetők: Hakansson, Nilsson (SWE) |
| 2001. december 9. 15:30 | Stefánsson 7 | (14–13)     | B.Gille 7      | Magdeburg Nézőszám: 5200 Játékvezetők: Hakansson, Nilsson (SWE) |
| 2001. december 9. 15:30 | 2× 3×        | Jegyzőkönyv | 3× 3×          | Magdeburg Nézőszám: 5200 Játékvezetők: Hakansson, Nilsson (SWE) |

| 2001. december 15. 15:00 | SC Magdeburg | 25–22       | Fotex Veszprém KC | Magdeburg Nézőszám: 3500 Játékvezetők: Imbronjev, Grkovic (YUG) |
| 2001. december 15. 15:00 | Peruničić 8  | (12–10)     | Pérez 5           | Magdeburg Nézőszám: 3500 Játékvezetők: Imbronjev, Grkovic (YUG) |
| 2001. december 15. 15:00 | 3× 3×        | Jegyzőkönyv | 3× 3×             | Magdeburg Nézőszám: 3500 Játékvezetők: Imbronjev, Grkovic (YUG) |

| 2001. december 15. 18:00 | Vardar Szkopje | 32–30       | S. O. Chambéry | Szkopje Nézőszám: 500 Játékvezetők: Abrahamsen, Kristiansen (NOR) |
| 2001. december 15. 18:00 | Manaszkov 11   | (15–16)     | Grossmann 9    | Szkopje Nézőszám: 500 Játékvezetők: Abrahamsen, Kristiansen (NOR) |
| 2001. december 15. 18:00 | 2× 1×          | Jegyzőkönyv | 4× 3×          | Szkopje Nézőszám: 500 Játékvezetők: Abrahamsen, Kristiansen (NOR) |